# Абрамс, Джей Джей
Дже́ффри Дже́йкоб А́брамс (англ. Jeffrey Jacob Abrams; род. 27 июня 1966) — американский кинорежиссёр, сценарист, продюсер и кинокомпозитор. Наиболее известен по работе в жанрах экшена, драмы и научной фантастики. Абрамс выступал в качестве сценариста или продюсера таких фильмов, как «Что касается Генри» (1991), «Вечно молодой» (1992), «Армагеддон» (1998), «Монстро» (2008), «Звёздный путь» (2009), «Звёздные войны: Пробуждение силы» (2015), «Кловерфилд, 10» (2016) и «Звёздные войны: Скайуокер. Восход» (2019).
Абрамс создал ряд сериалов, включая «Фелисити» (сосоздатель; 1998—2002), «Шпионка» (создатель; 2001—2006), «Остаться в живых» (сосоздатель; 2004—2010) и «Грань» (сосоздатель; 2008—2013). Он выиграл две премии «Эмми» за работу над «Остаться в живых» — за лучшую режиссуру драматического сериала и лучший драматический сериал.
Его режиссёрские работы включают в себя фильмы «Миссия невыполнима 3» (2006), «Звёздный путь» (2009), «Супер 8» (2011) и «Стартрек: Возмездие» (2013). Он также выступил режиссёром, сценаристом и продюсером фильма «Звёздные войны: Пробуждение силы» (2015), и позже вернулся на пост режиссёра, сосценариста и продюсера фильма «Звёздные войны: Скайуокер. Восход» (2019).
Абрамс наиболее часто сотрудничает с продюсером Брайаном Берком, актёрами Грегом Гранбергом, Саймоном Пеггом и Кери Расселл, композитором Майклом Джаккино, сценаристами Алексом Куртцманом и Роберто Орси, операторами Дэниелом Минделом и Ларри Фонгом и монтажёрами Мэриэнн Брэндон и Мэри Джо Марки.

## Биография
Мировую известность Абрамсу принесли сверхуспешные телевизионные проекты компании «ABC Entertainment» — сериалы «Шпионка» и «Остаться в живых», предложившие неординарные концепции захватывающего сценария и использующие потенциал формы телевизионного фильма в полной мере. Оба сериала за короткий срок снискали культовый статус у зрителей. Первый и второй сезоны «Шпионки» удостоились 11 номинаций премии «Эмми». «Остаться в живых» получил «Эмми» как лучшая драма и номинацию на «Золотой глобус».
Страсть к кино появилась у Абрамса ещё в детстве — и она только усилилась после экскурсии по студии «Universal», когда будущему режиссёру было восемь лет.
Ещё в юношеские годы Абрамс достаточно активно снимал кино и представлял свои студенческие работы на различных кинофестивалях, где, кроме получения наград, заводил знакомства в киноиндустрии, находил соавторов. Первой работой на телевидении Абрамса стал сериал «Фелисити». Абрамс — исполнительный продюсер, автор идеи и режиссёр нескольких эпизодов этого сериала. Такое сочетание ролей достаточно типично для телевизионной работы Абрамса, которого коллеги характеризуют как «многозадачного» трудоголика.
Будучи студентом старших курсов, Абрамс вместе с другом написал сценарий художественного фильма. Этот сценарий купила студия «Touchstone Pictures» и сделала его основой «Как преуспеть в делах». Далее последовали «Что касается Генри» с Харрисоном Фордом и «Вечно молодой» с Мелом Гибсоном в главных ролях.
Следующим значимым этапом в карьере Абрамса была совместная работа с продюсером Джерри Брукхаймером и режиссёром Майклом Бэйем над блокбастером «Армагеддон».
Потом была спродюсированная Абрамсом «Ничего себе поездочка», соавтором сценария к которому он также является и боевик с высоким бюджетом «Миссия невыполнима 3» с Томом Крузом, первая режиссёрская работа Абрамса для широкого экрана.
В продюсерском активе Абрамса также картины «Чужие похороны» и «Короли рока», кроме того, в нескольких фильмах Абрамс появляется на экране как актёр.
Также Абрамс время от времени выступает в качестве композитора для своих фильмов (в частности, им написана заглавная музыкальная тема «Шпионки»). Исполнял роль клавишника в клипе «Cool Guys Don’t Look At Explosions» вместе с Энди Сэмбергом и Уиллом Ферреллом, представленном на MTV Movie Awards 2009.
В марте 2007 года выступил на конференции TED с рассказом «Ящик с загадкой» (англ. The Mystery Box).
В 2012 году получил предложение стать режиссёром седьмого эпизода «Звёздных войн». Изначально отказался, но в январе 2013 года дал согласие. Кандидатура получила одобрение Джорджа Лукаса. После увольнения с поста режиссёра картины «Звёздные войны. Эпизод IX» Коллина Треворроу занял режиссёрское кресло, вопреки недовольству компании «Paramount Pictures» с которой имел контракт.
Джей Джей Абрамс финансировал CDF Freedom Schools, программу Фонда защиты детей.

## Личная жизнь
Абрамс женат на менеджере по связям с общественностью Кэти МакГрат. У них трое детей.

## Сотрудничество с актёрами
Некоторых актёров Абрамс приглашал сразу в несколько своих проектов:
| Актёр            | На рыбалку (1997) | Фелисити (1998) | Шпионка (2001) | Остаться в живых (2004) | Что насчёт Брайана? (2006) | Миссия невыполнима 3 (2006) | Грань (2008) | Звёздный путь (2009) | В поле зрения (2011) | Стартрек: Возмездие (2013) | Звёздные войны: Пробуждение Силы (2015) | Звёздные войны: Скайуокер. Восход (2019) |
| ---------------- | ----------------- | --------------- | -------------- | ----------------------- | -------------------------- | --------------------------- | ------------ | -------------------- | -------------------- | -------------------------- | --------------------------------------- | ---------------------------------------- |
| Эми Экер         |                   |                 | зелёная ✓      |                         |                            |                             |              |                      | зелёная ✓            |                            |                                         |                                          |
| Кери Расселл     |                   | зелёная ✓       |                |                         |                            | зелёная ✓                   |              |                      |                      |                            |                                         | зелёная ✓                                |
| Аманда Форман    |                   | зелёная ✓       | зелёная ✓      |                         | зелёная ✓                  |                             |              |                      |                      |                            |                                         |                                          |
| Грег Гранберг    |                   | зелёная ✓       | зелёная ✓      | зелёная ✓               |                            | зелёная ✓                   |              |                      |                      |                            | зелёная ✓                               | зелёная ✓                                |
| Дженнифер Гарнер |                   | зелёная ✓       | зелёная ✓      |                         |                            |                             |              |                      |                      |                            |                                         |                                          |
| Терри О’Куинн    |                   |                 | зелёная ✓      | зелёная ✓               |                            |                             |              |                      |                      |                            |                                         |                                          |
| Иэн Гомес        |                   | зелёная ✓       |                | зелёная ✓               |                            |                             |              |                      |                      |                            |                                         |                                          |
| Джон Чо          |                   | зелёная ✓       |                |                         |                            |                             |              | зелёная ✓            |                      | зелёная ✓                  |                                         |                                          |
| Саймон Пегг      |                   |                 |                |                         |                            | зелёная ✓                   |              | зелёная ✓            |                      | зелёная ✓                  | зелёная ✓                               |                                          |
| Розанна Аркетт   | зелёная ✓         |                 |                |                         | зелёная ✓                  |                             |              |                      |                      |                            |                                         |                                          |
| Лэнс Реддик      |                   |                 |                | зелёная ✓               |                            |                             | зелёная ✓    |                      |                      |                            |                                         |                                          |
| Кен Люн          |                   |                 |                | зелёная ✓               |                            |                             |              |                      | зелёная ✓            |                            | зелёная ✓                               |                                          |
| Хорхе Гарсиа     |                   |                 |                | зелёная ✓               |                            |                             | зелёная ✓    |                      |                      |                            |                                         |                                          |
| Майкл Эмерсон    |                   |                 |                | зелёная ✓               |                            |                             |              |                      | зелёная ✓            |                            |                                         |                                          |
| Леонард Нимой    |                   |                 |                |                         |                            |                             | зелёная ✓    | зелёная ✓            |                      | зелёная ✓                  |                                         |                                          |
| Крис Пайн        |                   |                 |                |                         |                            |                             |              | зелёная ✓            |                      | зелёная ✓                  |                                         |                                          |
| Зои Салдана      |                   |                 |                |                         |                            |                             |              | зелёная ✓            |                      | зелёная ✓                  |                                         |                                          |
| Закари Куинто    |                   |                 |                |                         |                            |                             |              | зелёная ✓            |                      | зелёная ✓                  |                                         |                                          |
| Антон Ельчин     |                   |                 |                |                         |                            |                             |              | зелёная ✓            |                      | зелёная ✓                  |                                         |                                          |
| Карл Урбан       |                   |                 |                |                         |                            |                             |              | зелёная ✓            |                      | зелёная ✓                  |                                         |                                          |
| Брюс Гринвуд     |                   |                 |                |                         |                            |                             |              | зелёная ✓            |                      | зелёная ✓                  |                                         |                                          |

## Избранная фильмография

### Полнометражные фильмы
| Год  |   | Русское название                    | Оригинальное название                | Роль                          |
| ---- | - | ----------------------------------- | ------------------------------------ | ----------------------------- |
| 1990 | ф | Как преуспеть в делах               | Taking Care Of Business              | сценарист                     |
| 1991 | ф | Что касается Генри                  | Regarding Henry                      | сценарист                     |
| 1992 | ф | Вечно молодой                       | Forever Young                        | сценарист                     |
| 1996 | ф | Чужие похороны                      | The Pallbearer                       | продюсер                      |
| 1997 | ф | На рыбалку                          | Gone Fishin                          | сценарист                     |
| 1998 | ф | Армагеддон                          | Armageddon                           | сценарист                     |
| 1999 | ф | Короли рока                         | The Suburbans                        | продюсер                      |
| 2001 | ф | Ничего себе поездочка               | Joy Ride                             | продюсер, сценарист           |
| 2006 | ф | Миссия невыполнима 3                | Mission: Impossible III              | режиссёр, сценарист           |
| 2008 | ф | Монстро                             | Cloverfield                          | продюсер                      |
| 2009 | ф | Звёздный путь                       | Star Trek                            | режиссёр, продюсер            |
| 2010 | ф | Доброе утро                         | Morning Glory                        | продюсер                      |
| 2011 | ф | Супер 8                             | Super 8                              | режиссёр, продюсер, сценарист |
| 2011 | ф | Миссия невыполнима: Протокол Фантом | Mission: Impossible — Ghost Protocol | продюсер                      |
| 2013 | ф | Стартрек: Возмездие                 | Star Trek Into Darkness              | режиссёр, продюсер            |
| 2014 | ф | Бесконечно белый медведь            | Infinitely Polar Bear                | исполнительный продюсер       |
| 2015 | ф | Миссия невыполнима: Племя изгоев    | Mission: Impossible — Rogue Nation   | продюсер                      |
| 2015 | ф | Звёздные войны: Пробуждение силы    | Star Wars: The Force Awakens         | режиссёр, продюсер, сценарист |
| 2016 | ф | Кловерфилд, 10                      | 10 Cloverfield Lane                  | продюсер                      |
| 2016 | ф | Стартрек: Бесконечность             | Star Trek Beyond                     | продюсер                      |
| 2017 | ф | Звёздные войны: Последние джедаи    | Star Wars: The Last Jedi             | исполнительный продюсер       |
| 2018 | ф | Парадокс Кловерфилда                | The Cloverfield Paradox              | продюсер                      |
| 2018 | ф | Миссия невыполнима: Последствия     | Mission: Impossible – Fallout        | продюсер                      |
| 2018 | ф | Оверлорд                            | Overlord                             | продюсер                      |
| 2019 | ф | Звёздные войны: Скайуокер. Восход   | Star Wars: The Rise of Skywalker     | режиссёр, продюсер, сценарист |
| 2026 | ф | Будущий фильм Дж. Дж. Абрамса       | Untitled J. J. Abrams film           | режиссёр, продюсер, сценарист |

### Телесериалы
| Год       |   | Русское название  | Оригинальное название | Роль                                                     |
| --------- | - | ----------------- | --------------------- | -------------------------------------------------------- |
| 1998—2002 | с | Фелисити          | Felicity              | автор идеи, исполнительный продюсер, сценарист, режиссёр |
| 2001—2006 | с | Шпионка           | Alias                 | автор идеи, исполнительный продюсер, сценарист, режиссёр |
| 2004—2010 | с | Остаться в живых  | Lost                  | автор идеи, исполнительный продюсер, сценарист, режиссёр |
| 2007      | с | Офис              | The Office            | режиссёр (1 эпизод)                                      |
| 2008—2013 | с | Грань             | Fringe                | автор идеи, исполнительный продюсер, сценарист           |
| 2010      | с | Под прикрытием    | Undercovers           | автор идеи, исполнительный продюсер, сценарист, режиссёр |
| 2011—2016 | с | В поле зрения     | Person of Interest    | исполнительный продюсер                                  |
| 2012      | с | Алькатрас         | Alcatraz              | автор идеи, исполнительный продюсер                      |
| 2012—2014 | с | Революция         | Revolution            | исполнительный продюсер, композитор                      |
| 2013—2014 | с | Почти человек     | Almost Human          | исполнительный продюсер                                  |
| 2014      | с | Верь              | Believe               | исполнительный продюсер                                  |
| 2016      | с | 11.22.63          | 11.22.63              | исполнительный продюсер                                  |
| 2016      | с | Гастролёры        | Roadies               | исполнительный продюсер                                  |
| 2016      | с | Мир Дикого запада | Westworld             | исполнительный продюсер                                  |
| 2018      | с | Касл-Рок          | Castle Rock           | исполнительный продюсер                                  |